# Сан-Мікеле-ін-Ізола
Сан-Мікеле-ін-Ізола (італ. San Michele in Isola) — римо-католицька церква на невеликому острові Сан-Мікеле, що лежить між Венецією та Мурано. Спочатку на цьому місці був монастир камальдулів, заснований у 1212 році, а тепер на острові залишається головне міське кладовище Венеції — в XIX столітті монастир майже повністю знесли. У 1469 році архітектор Мауро Кодуччі перебудував частину монастиря в церкву. Фасад будівлі побудований з істрійського каменю і є першою релігійною будівлею ренесансної архітектури у Венеції.

## Історія

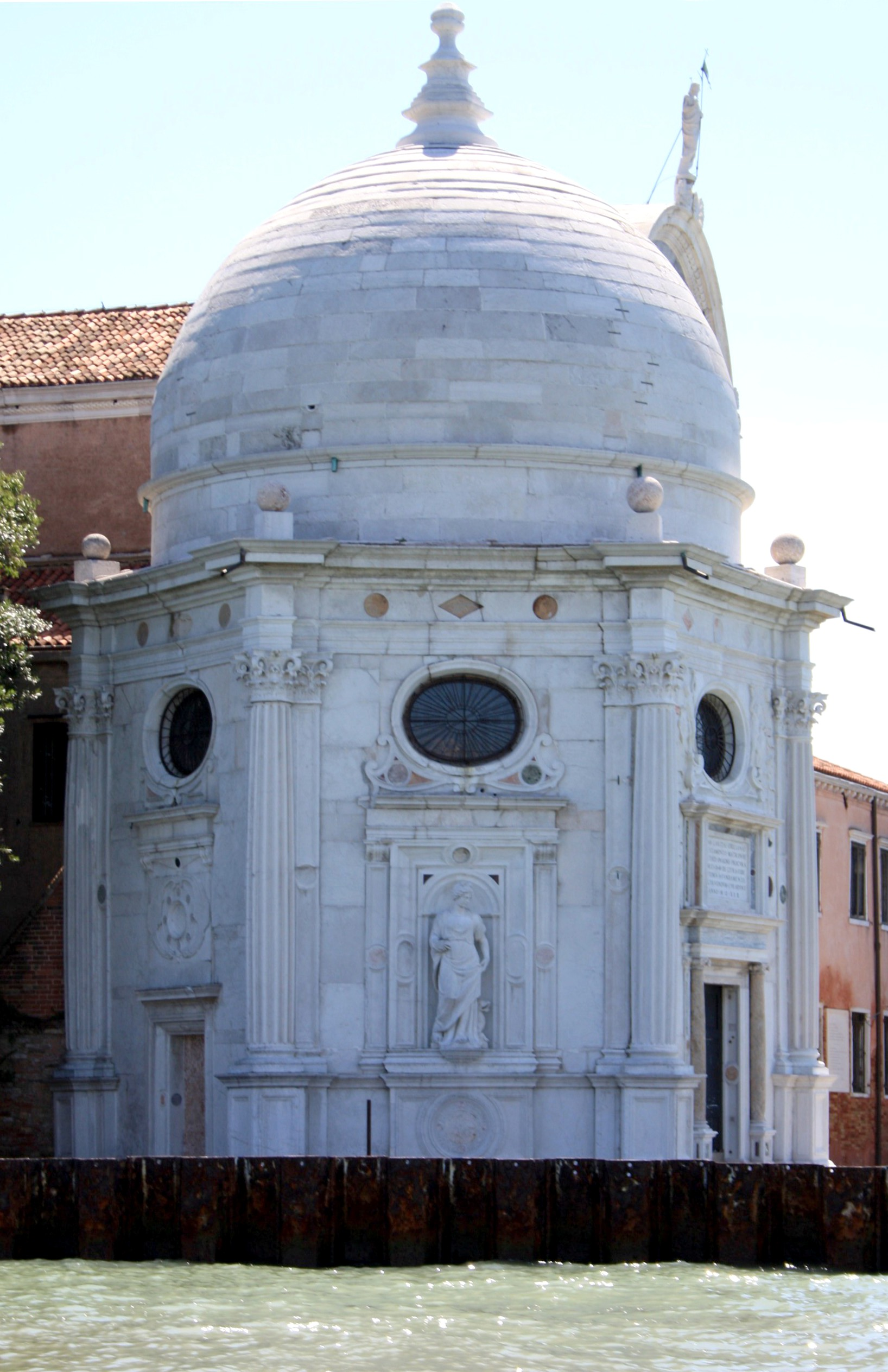
Каплиця Еміліані

Згідно з італійським істориком Фламініо Корнеро, існує камальдульська легенда, що Святий Ромуальд, засновник ордену, жив на цьому острові близько 1000 року, можливо, залучений його ізольованістю від головних островів Венеції. Однак документи свідчать, що острів був наданий чернечому ордену в 1212 році за згодою єпископів Марко Ніккола та Буоно Бальбі. Перша церква була освячена в 1221 році за участю дожа П'єтро Дзіані.
У наступні століття монастир пережив кілька потрясінь, переважно пов'язаних із розколами в ордені; проте він залишався значним релігійним центром у Венеції. Камальдульський теолог Анджело Калоджера проживав у цьому монастирі в 1716—1724 роках. З монастирем був пов'язаний ченець і картограф Фра Мауро, відомий своєю картою світу. Плачидо Дзурла був ченцем цього монастиря і написав розповідь про цю карту під назвою «Il Mappamondo di Fra Mauro». У Сан-Мікеле Плачидо подружився з камальдулом Капелларі, який згодом став папою Григорієм XVI. З монастирем також пов'язані П'єтро I Орсеоло, Ансельмо Костадоні, Джан Бенедетто Міттареллі та П'єтро Дельфіно.
У 1453 році пожежа знищила стару церкву, що стало приводом для її капітальної реконструкції. До 1458 року будівництво просувалося повільно, що викликало невдоволення замовників, і архітектором був призначений колишній каменяр і не венецієць Мауро Кодуччі. Це перша церква, про яку відомо, що вона була спроєктована Кодуччі. Фасад побудований повністю з істрійського каменю, який з часом вивітрився до блідо-сірого кольору. Храм вважається одним із перших прикладів архітектури епохи Відродження у Венеції, фасад якого, як припускають фахівці, був виконаний під впливом робіт Альберті. Однак є думки, що на проєкт могли вплинути роботи Юрая Далматинця — відомо, що Кодуччі міг бачити його роботи під час можливої поїздки для вибору каменю для своєї роботи в Істрії. Сильно рустовані ряди кладки істрійського каменю на фасаді проходять прямо через іонічні пілястри — характерна особливість, для якої можна знайти більш ранній аналог лише в оформленні фасаду Палаццо Пікколоміні Бернардо Росселліно в П'єнці, побудованого також у 1460-х роках, і також виконаного під впливом робіт Альберті. Проєкт Сан-Мікеле-ін-Ізола мав вплив у Венеції. Коли будівництво фасаду було завершено, ченець П'єтро Дельфіно написав у 1477 році в листі до настоятеля свого монастиря П'єтро Дона: «Фасад, тепер завершений і досконалий, сяє такою красою, що сам по собі стає світлом для очей усіх, хто проходить або пропливає повз».
Монастир був важливим релігійним центром до його скасування Наполеоном у 1810 році під час окупації Венеції. Ченці продовжували свою роботу як викладачі школи, поки вона теж не була скасована у 1814 році. Потім чернеча громада переїхала до Падуї. У цей час багато з решти монастирських будівель були знесені, а земля стала використовуватися як кладовище.

### Каплиця Еміліані
У своєму заповіті від 1427 року знатна венеціанка Маргарита Віттурі, яка померла у 1455 році, залишила прокураторам сест'єре Сан-Марко, які управляли довірчими фондами, значну суму грошей на будівництво культової споруди, присвяченої Санта-Марії Аннунціате і пам'яті її чоловіка Джамбаттисти Еміліані. Проєкт був реалізований лише століття потому (1528—1543) за проєктом архітектора Гульєльмо деї-Гріги. Незабаром після завершення будівництва у будівлі виникли проблеми з міцністю, і в 1560—1562 роках Якопо Сансовіно провів реконструкцію.
Над вхідними дверима знаходиться напис латиною: «Margaritae Aemilianae testamento — Matronae pietate insignis — Procuratores divi Marci de Citra — fide optima a fundamentis extruendum — curarunt — Anno MDXXX».

## Архітектура
| - Фасад Собору Святого Якова в Шибеник, початок будівництва 1445 рік, архітектор Юрай Далматинець - Фасад церкви Сан-Мікеле-ін-Ізола, початок будівництва 1453 рік, архітектор Мауро Кодуччі |

Церква побудована з білого істрійського каменю та має характерні риси ренесансного стилю, включаючи симетрію та геометричні форми.
Фасад тричастинний, з двома ярусами. Нижній ярус характеризується гладким рустом, який також покриває іонічні пілястри, всередині якого є центральний вхідний портал з трикутним тимпаном і два високих вікна в нефах з боків. Верхній ярус, обрамлений іонічними пілястрами, на відміну від нижнього, гладкий і не рустований, з великим окулюсом, навколо якого розташовані чотири круглих мармурових декори. Над другим ярусом піднімається напівциркульний фронтон, а з боків до другого ярусу прилягають два напіваркові крила з тонким рельєфним орнаментом у вигляді мушель; у місці їх з'єднання з центральною частиною є карниз, що виступає і розсікає пілястри навпіл.
Класичні пілястри та арковий фронтон фасаду, що приховує верхню частину центрального нефа, а напіваркові елементи фасаду, що приховують покрівлю бокових нефів, наводять на думку про знайомство Кодуччі з проєктом Леона Баттісти Альберті храму в Ріміні, але загальна схема може сходити і до традиційної форми фасадів венеціанських парафіяльних церков, багато з яких завершувалися арками над нефом і боковими нефами. Верхній ярус фасаду виконаний оригінально: пілястри, що обрамляють центральну частину фасаду, охоплюють кути, створюючи враження колон, на які, як здається, спираються краї бокових напіварок; центральна арка та дві бокові напіварки прикрашені ліпниною у вигляді насічок, з мотивами морських мушель.
Трьохнефний інтер'єр церкви має плоскі стелі, що часто зустрічається у флорентійських церквах того часу, наприклад, у тих, що спроєктовані Філіппо Брунеллескі.
Каплиця Еміліані, шестикутна в плані та увінчана куполом з істрійського каменю, розташована ліворуч від фасаду церкви. Всередині каплиці є три невеликих вівтарі, кожен з яких прикрашають три мармурових вівтарних образи — Благовіщення, Поклоніння волхвів, Поклоніння пастухів, виконані скульптором Джованні Баттіста да Карона. Він же є автором двох статуй з істрійського каменю — Святої Маргарити і Святого Іоанна Хрестителя, встановлених у нішах на фасаді каплиці.

## Сучасне використання
Нині Сан-Мікеле-ін-Ізола слугує парафіяльною церквою та є частиною кладовищенського комплексу острова Сан-Мікеле.